# تيرينس ماسون
تيرينس ماسون (بالإنجليزية: Terrence Masson)‏ هو رسام رسوم متحركة ومنتج أفلام أمريكي، ولد في 1966.

## وصلات خارجية
- تيرينس ماسون على موقع IMDb (الإنجليزية)